# Fortis de Astorga
No se debe confundir con Fortis, obispo de León hacia el año 981.
Fortis o Fuertes (? - El Bierzo, 930) fue un cenobita benedictino, abad de San Pedro de Montes y obispo de Astorga desde 920 hasta su muerte.
Discípulo de San Genadio en el monasterio de Ageo (probablemente en Ayoó de Vidriales), le acompañó también cuando se retiró al monasterio de San Pedro de Montes, sucediéndole como abad del mismo cuando éste fue nombrado para presidir la diócesis de Astorga en el año 899. 
Cuando Genadio renunció a la sede para volver a su vida ascética, recomendó a Fortis ante el rey Ordoño II para sucederle en el episcopado, como efectivamente ocurrió. Antiguos documentos lo mencionan como obispo desde el año 912, aunque algunos autores sugieren que la fecha de estas escrituras pudiera estar equivocada o que quizás en esta época Fortis fuera obispo auxiliar de Genadio. A partir del año 920 consta como obispo titular. 
Afamado como santo desde poco después de su muerte, ocurrida hacia el año 930,
estuvo sepultado en el monasterio de Santiago de Peñalba hasta que en 1603 la duquesa de Alba María de Toledo, viuda de Fadrique Álvarez de Toledo, y su hermano Pedro Álvarez de Toledo exhumaron sus restos junto con los de San Genadio y San Urbano para llevarlos a su convento de dominicas de Villafranca. 
En 1621 el cabildo de Astorga reclamó la devolución de las reliquias, que fueron trasladadas a la catedral.
| Predecesor: Genadio de Astorga | Obispo de Astorga 920 – 930 | Sucesor: Salomón |